# Elecciones municipales de Costa Rica de 2020
Las elecciones municipales de 2020 en Costa Rica se realizaron el día domingo 2 de febrero de ese año para elegir todos los cargos municipales del país; alcaldes, regidores de los Concejos Municipales, síndicos de distrito, concejales de distrito y los intendentes de ocho distritos autónomos especiales, junto a sus respectivos suplentes en todos los casos. Estas elecciones fueron las quintas elecciones municipales directas desde la reforma al Código Municipal de 1998 y las segundas en realizarse a medio período desde la reforma de 2009.
En el recién fundado cantón de Río Cuarto, el más joven del país, se realizó por primera vez la elección de alcalde e integrantes del Concejo Municipal.
El partido que obtuvo más alcaldías fue el Partido Liberación Nacional con cuarenta y dos perdiendo ocho incluyendo las cabeceras de provincia de Cartago y Limón. Seguido por el Partido Unidad Social Cristiana con quince (una más respecto a la anterior elección) y Acción Ciudadana con cuatro (cinco si se cuenta la coalición Gente de Montes de Oca de la cual forma parte) perdiendo por tanto dos. El Partido Republicano Social Cristiano, escisión del PUSC, preservó la alcaldía de Vázquez de Coronado y arrebató la alcaldía de Barva al Frente Amplio aumentado por tanto su número de alcaldes a dos. Alianza Demócrata Cristiana cosechó la alcaldía de Cartago en la figura de su líder y candidato presidencial el exdiputado Mario Redondo Poveda, mientras la formación liberal de la exdiputada Natalia Díaz Unidos Podemos obtuvo el alcalde de Oreamuno. El izquierdista Frente Amplio perdió su única alcaldía y no obtuvo nuevas, así como no cosecharon alcaldías los partidos evangélicos Restauración Nacional y Nueva República. El partido del excandidato Juan Diego Castro no logró inscribirse a tiempo para participar en estas elecciones.
Diez formaciones locales obtuvieron alcaldías, cifra inédita en la historia costarricense, incluyendo la reelección de los partidos Curridabat Siglo XXI y Auténtico Limonense a la cabeza de sus cantones respectivos. Además obtuvieron la alcaldía Somos Moravia, Unidad Comunal de Turrubares, Primero Palmares, Alianza por Sarchí, Movimiento Avance Santo Domingo, La Gran Nicoya, Auténtico Santacruceño, Nandayure Progresa y el provincial Recuperando Valores en Pococí. Destacó el crecimiento de los partidos cantonales en detrimento de las formaciones tradicionales, pues aunque obtuvieron la mayoría de alcaldes, PLN, PUSC y PAC redujeron su presencia en los concejos municipales, al igual que lo hizo el Republicano, el Frente Amplio y la mayoría de partidos nacionales.
El fracaso de los partidos evangélicos en obtener alcaldías fue destacado por la prensa, esto debido al protagonismo que tuvo el candidato evangélico Fabricio Alvarado en la pasada elección presidencial donde fue el candidato más votado en primera ronda y obtuvo 800.000 votos en segunda aunque perdiendo ante su rival. Alvarado fue candidato por Restauración Nacional pero desertó poco después de pasadas las elecciones creando su propia formación llamada Nueva República con ambos partidos junto al histórico Renovación Costarricense cosechando resultados testimoniales.

## Reelecciones
66 alcaldes titulares intentarían obtener la reelección en estos comicios, de los cuales 24 serían del Partido Liberación Nacional. Entre ellos el actual alcalde de San José desde 1998 y excandidato presidencial Johnny Araya Monge. Arnoldo Barahona de Escazú quien fue elegido por el partido local Yunta Progresista Escazuceña lo intentaría por medio del Partido Nueva Generación. Se lograron reelegir 50.

## Coaliciones y partidos
Los distintos partidos políticos se unieron en diferentes alianzas y coaliciones. El que inscribió la mayoría fue el oficialista Partido Acción Ciudadana con cuatro: en el cantón de San José con Coalición Chepe junto al partido VAMOS apoyarían la candidatura del independiente Federico Cartín y postularían las dos vicealcaldías, pero que sería disuelta por el TSE por la participación pasiva de VAMOS; en Aserrí junto al Partido Unidad Social Cristiana en la coalición Aserrí de Todos apoyando al candidato socialcristiano; en Montes de Oca donde ya actualmente tienen la alcaldía mantendría la coalición Gente de Montes de Oca junto al partido local Gente, el Humanista y VAMOS; y Alianza por Nicoya en Nicoya donde además participaría el partido local Partido de Nicoya.

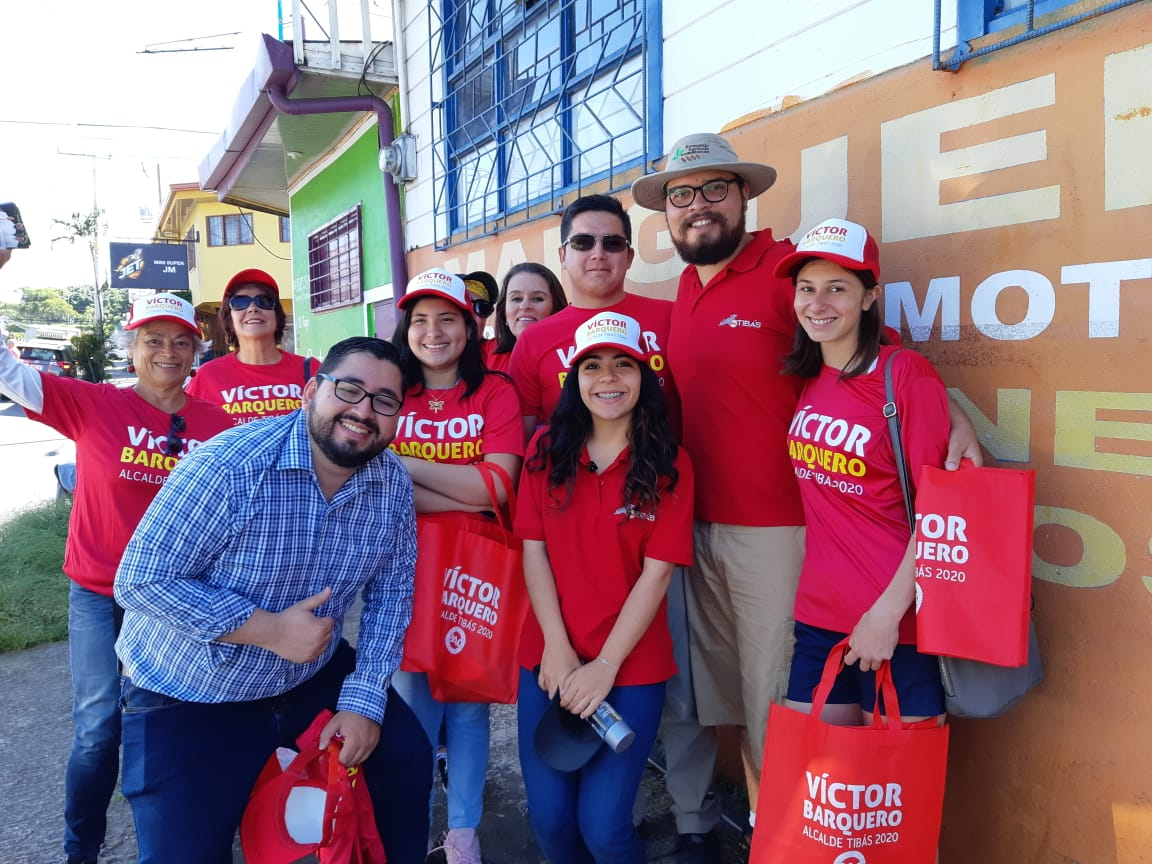
Simpatizantes del PAC junto al candidato a alcalde y la presidenta del partido en Tibás.

Le sigue el Partido Unidad Social Cristiana con dos coaliciones; la ya mencionada con el PAC en Aserrí, y una con partido local Todo Por Flores en el cantón de Flores llamado Unidad por Flores. Aunque hubo negociaciones para coaliciones entre el PAC y el PRSC en Belén, el PRSC y Unidos Podemos en Heredia y el PAC en Cartago, estas finalmente no se concretaron.
El Frente Amplio al lado al partido local Alternativa SJO formaría la coalición Juntos para participar en San José y con el Independiente Belemita la coalición Unión Belemita en Belén.
Finalmente el Partido Liberación Nacional iría en alianza con Restauración Nacional aportando el alcalde y los otros la vicealcaldesa en San Carlos.
Nueva República el partido del excandidato Fabricio Alvarado anunció que no realizará coaliciones con ningún otro partido. Mientras que el Movimiento Libertario (otrora uno de los partidos mayores del país pero que se encuentra sufriendo una dura debacle) anunció que no participará en las elecciones municipales.

## Candidaturas
En total Liberación Nacional postuló 82 candidatos, uno en cada cantón, seguido por Restauración Nacional con 79, Nueva República 74, Unidad Social Cristiana 71, Unidos Podemos 50, Acción Ciudadana (partido de gobierno) 44, Republicano Social Cristiano 43, Nueva Generación 35, Integración Nacional 32, Frente Amplio  31 y Alianza Demócrata Cristiana 16. El oficialismo perdió 11 candidaturas por problemas a la hora de la inscripción como falta de requisitos o asambleas cantonales.

## Controversias

### Acusaciones
El diputado frenteamplista José María Villalta denunció públicamente en plenario que 19 alcaldes habrían realizado un aumento ilegal de salario, si bien varios de los aludidos se defendieron emitiendo comunicados de prensa donde lo negaban. Trascendió además que 178 candidatos a alcaldes estaban morosos ante la Caja Costarricense de Seguro Social, siendo la mayoría de estos del PUSC, Restauración Nacional y Unidos Podemos. Más de la mitad de los alcaldes que deseaban reelegirse tenían denuncias pendientes bajo investigación incluyendo en el caso del alcalde de Cartago una denuncia por violación. De los alcaldes con causas pendientes el "récord" lo tenía el alcalde de Limón Néstor Mattis con 28 causas sin que esto le impidiera reelegirse.

### Denuncias por abuso sexual
Destacó también el candidato a alcalde de Abangares y ex regidor Gerardo Cascante Suárez por el partido cantonal Único Abangareño y líder evangélico del Ministerio Ecuménico de Reconciliación quien tenía ya una condena por abuso sexual contra un menor. También trascendió un candidato a vicealcalde por Nicoya del Partido Integración Nacional quien sostenía una relación afectiva con una adolescente de 16 años (algo prohibido por la ley costarricense cuya edad de consentimiento es 18 años) lo que llevó a la diputada Zoila Rosa Volio Pacheco a renunciar al partido y declararse independiente ante la negativa de las autoridades del mismo de condenar el hecho.

### Reelección y salarios
Otros temas controvertidos fueron los salarios de los alcaldes ya que son proporcionales al presupuesto de la Municipalidad que gobiernan y deben ser mayores al salario más alto de la planilla, algunos alcaldes ganan más que el Presidente de la República. Otro tema que fue polémico es la reelección, que en las autoridades municipales es consecutiva e ilimitada lo que permite que algunos alcaldes hayan estado por décadas en el cargo (caso de Johnny Araya en San José por ejemplo, alcalde desde 1990). Dos proyectos de ley en sede legislativa se discuten para terminar con estos aspectos.

## Encuestas
Según la encuesta de CID Gallup publicada en enero de 2020, 60% de los costarricenses no tienen partido político, de los que tienen 37% votan por el PLN, 7% por el PUSC, 6% por el PAC, 4% por Restauración Nacional, 1% por el Frente Amplio y 1% por Nueva República el partido del excandidato presidencial Fabricio Alvardo.

## Partidos habilitados
(En orden alfabético)
| Partido | Partido                      |
| ------- | ---------------------------- |
|         | Accesibilidad Sin Exclusión  |
|         | Acción Ciudadana             |
|         | Alianza Demócrata Cristiana  |
|         | Alianza Patriótica           |
|         | Avance Nacional              |
|         | Frente Amplio                |
|         | Integración Nacional         |
|         | Liberación Nacional          |
|         | Liberal Progresista          |
|         | Movimiento Libertario        |
|         | Nueva Generación             |
|         | Nueva República              |
|         | Patria Nueva                 |
|         | Renovación Costarricense     |
|         | Republicano Social Cristiano |
|         | Restauración Nacional        |
|         | Unidad Social Cristiana      |
|         | Unidos Podemos               |
|         | Unión Nacional               |
|         | De los Trabajadores          |

| Partido | Partido                                 | Provincia  |
| ------- | --------------------------------------- | ---------- |
|         | Actuemos Ya                             | Cartago    |
|         | Alianza Mayor                           | Limón      |
|         | Auténtico Limonense                     | Limón      |
|         | Comunal Unido                           | San José   |
|         | Fuerzas Unidas para el Cambio           | San José   |
|         | Guanacaste Independiente                | Guanacaste |
|         | Izquierda Costarricense                 | Limón      |
|         | Justicia Social Costarricense           | Limón      |
|         | Movimiento de Trabajadores y Campesinos | Limón      |
|         | Nuestro Pueblo                          | San José   |
|         | Patria Igualdad y Democracia            | Puntarenas |
|         | Patria Igualdad y Democracia            | San José   |
|         | Recuperando Valores                     | Limón      |
|         | Restauración Herediana                  | Heredia    |
|         | Todos                                   | San José   |
|         | Transparencia Cartaginés                | Cartago    |
|         | De los Transportistas                   | San José   |
|         | Unión Agrícola Cartaginés               | Cartago    |
|         | Unión Guanacasteca                      | Guanacaste |
|         | Vamos                                   | San José   |
|         | Verde Ecologista                        | Cartago    |
|         | Viva Puntarenas                         | Puntarenas |

Cantonales
| - Acción Cantonal Siquirres Independiente (Siquirres, Limón) - Acción Naranjeña (Naranjo, Alajuela) - Acción Quepeña (Aguirre, Puntarenas) - Acuerdo Cantonal Desamparadeño (Desamparados, San José) - Acuerdo de Alianza de Quepos (Quepos, Puntarenas) - Alianza Cristiana Santaneña (Santa Ana, San José) - Alianza por Palmares (Palmares, Alajuela) - Alianza por Sarchí (Sarchí , Alajuela) - Alianza por San José (San José, San José) - Alianza Sancarleña (San Carlos, Alajuela) - Alianza Social por La Unión (La Unión, Cartago) - Alternativa SJO (San José, San José) - Anticorrupción Costarricense (San José, San José) - Auténtico Labrador de Coronado (Vázquez de Coronado, San José) - Auténtico Limonense (Limón, Limón) - Auténtico Nicoyano (Nicoya, Guanacaste) - Auténtico Santacruceño (Santa Cruz, Guanacaste) - Auténtico Siquirreño (Siquirres, Limón) - Autónomo Oromontano (Montes de Oro, Puntarenas) - Avance Isidreño (San Isidro, Heredia) - Avance Montes de Oca (Montes de Oca, San José) - Avante Pococí, (Pococí, Limón) - Barva Unida (Barva, Heredia) - Cantonal de Carrillo (Carrillo, Guanacaste) - Ciudadanía Goicoechea (Goicoechea, San José) - Ciudadanos Libres (Goicoechea, San José) - Civíco de Tibás Fuenteovejuna (Tibás, San José) - Comunal Pro-Curri (Curridabat, San José) - Corredores en Acción (Corredores, Puntarenas) - Curridabat Siglo XXI (Curridabat, San José) - Del Sol (Santa Ana, San José) - Demócrata (Vázquez de Coronado, San José) - Demócrata Costarricense (San José, San José) - Desarrollo Talamanqueño (Talamanca, Limón) - Despertar Alajuelense (Alajuela, Alajuela) - Desamparados Unido (Desamparados, San José) - Ecológico Comunal Costarricense (Desamparados, San José) - La Gran Nicoya (Nicoya, Guanacaste) - El Puente y los Caminos de Mora (Mora, San José) - Fuerza Democrática Desamparadeña (Desamparados, San José) - Fuerza Sarchiseña (Sarchí, Alajuela) - Fuerzas Unidas para el Cambio (Cantón de San José, San José) - Garabito Ecológico (Garabito, Puntarenas) - Gente de Montes de Oca (Montes de Oca, San José) - Goicoechea en Acción (Goicoechea, San José) - Guanacaste Primero (Nicoya, Guanacaste) | - Humanista de Montes de Oca (Montes de Oca, San José) - Independiente Belemita (Belén, Heredia) - Independiente Escazuceño (Escazú, San José) - Innovación Cantonal (Cantón de San José, San José) - Integración Barbareña (Santa Bárbara, Heredia) - Justicia Generaleña (Pérez Zeledón, San José) - Liga Ramonense (San Ramón, Alajuela) - Limón Independiente (Cantón de Limón, Limón) - Movimiento Avance Santo Domingo (Santo Domingo, Heredia) - Nueva Mayoría Griega (Grecia, Alajuela) - Nandayure Progresa (Nandayure, Guanacaste) - Organización Social Activa (Osa, Puntarenas) - Palmares Primero (Palmares, Alajuela) - Parrita Independiente (Parrita, Puntarenas) - Progreser (San Carlos, Alajuela) - Progreso Comunal Desamparadeño (Desamparados, San José) - Pueblo Garabito (Garabito, Puntarenas) - Puriscal en Marcha (Puriscal, San José) - Puriscaleños de Corazón (Puriscal, San José) - Reciclarte (San Ramón, Alajuela) - Renovación Cartago (Cartago, Cartago) - Renovemos Alajuela (Alajuela, Alajuela) - Rescate Cantonal de La Unión (La Unión, Cartago) - Restauración Parriteña (Parrita, Puntarenas) - Sentir Heredia (Heredia, Heredia) - Soberano (San José, San José) - Solidaridad (San José, San José) - Somos Moravia (Moravia, San José) - Somos Sarchí (Sarchí, Alajuela) - Tarrazú Primero (Tarrazú, San José) - Terra Escazú (Escazú, San José) - Todo Por Flores (Flores, Heredia) - Todos Por Goicoechea (Goicoechea, San José) - Turrialba Primero (Turrialba, Cartago) - Unidos Para el Desarrollo (Mora, San José) - Unidos por Escazú (Escazú, San José) - Único Abangareño (Abangares, Guanacaste) - Unión Ateniense (Atenas, Alajuela) - Unión Caribeña (Pococí, Limón) - Unión Domingueña (Santo Domingo, Heredia) - Unión de Puntarenenses Emprendedores (Puntarenas, Puntarenas) - Unión Griega (Grecia, Alajuela) - Unión Guarqueño (El Guarco, Cartago) - Unión Palmareña (Palmares, Alajuela) - Unión Poaseña (Poás, Alajuela) - Yo Soy el Cambio (Pococí, Limón) - Yunta Progresista Escazuceña (Escazú, San José) |

## Análisis
El escritor Daniel González Chaves destacó como los resultados revelan un decrecimiento de los tres partidos mayoritarios que han gobernado, pero sin que estos resultados hayan implicado un crecimiento en intención del voto de los partidos de oposición. Los partidos PLN, PUSC y PAC obtienen mayoría de alcaldías por un tema de estructura pero reducen su cantidad de votos y de autoridades electas respecto a procesos anteriores, sin embargo pocos partidos de escala nacional logran realmente remontar o consolidarse como alternativas, caso particularmente notorio en los partidos evangélicos que tuvieron protagonismo en la pasada elección y siendo los grandes vencedores los partidos cantonales los que se les suele ver como "neutros" o más "limpios" al no estar vinculados al gobierno central ni a la oposición legislativa.

## Resultados

### Alcaldes
| Cantón              | Población | Incumbente                | Partido | Partido | Electo                      | Partido | Partido |
| ------------------- | --------- | ------------------------- | ------- | ------- | --------------------------- | ------- | ------- |
| San José            | 288 054   | Johnny Araya              |         | PASJ    | Johnny Araya                |         | PLN     |
| Escazú              | 56 509    | Arnoldo Valentín Barahona |         | YUNTA   | Arnoldo Valentín Barahona   |         | PNG     |
| Desamparados        | 206 708   | Gilbert Jiménez           |         | PLN     | Gilbert Jiménez             |         | PLN     |
| Puriscal            | 31 202    | Luis Madrigal             |         | PUSC    | Iris Arroyo Herrera         |         | PLN     |
| Tarrazú             | 17 233    | Ana Lorena Rovira         |         | PUSC    | Ana Lorena Rovira           |         | PUSC    |
| Aserrí              | 52 808    | José Oldemar García       |         | PLN     | José Oldemar García         |         | PLN     |
| Mora                | 23 004    | Gilberto Monge            |         | PNG     | Rodrigo Jiménez Cascante    |         | PNG     |
| Goicoechea          | 124 704   | Ana Lucía Madrigal        |         | PLN     | Rafael Vargas Brenes        |         | PLN     |
| Santa Ana           | 48 879    | Gerardo Oviedo            |         | PLN     | Gerardo Oviedo              |         | PLN     |
| Alajuelita          | 75 418    | Modesto Alpízar           |         | PNG     | Modesto Alpízar             |         | PNG     |
| Vázquez de Coronado | 59 113    | Rolando Méndez            |         | PRSC    | Rolando Méndez              |         | PRSC    |
| Acosta              | 19 342    | Norman Eduardo Hidalgo    |         | PAC     | Norman Eduardo Hidalgo      |         | PAC     |
| Tibás               | 76 815    | Carlos Luis Cascante      |         | PLN     | Carlos Luis Cascante        |         | PLN     |
| Moravia             | 56 919    | Roberto Zoch              |         | PAC     | Roberto Zoch                |         | PSM     |
| Montes de Oca       | 54 288    | Marcel Soler              |         | CGMO    | Marcel Soler                |         | CGMO    |
| Turrubares          | 5175      | Giovanni Madrigal         |         | PLN     | Giovanni Madrigal           |         | PCU     |
| Dota                | 6940      | Leonardo Chacón           |         | PLN     | Leonardo Chacón             |         | PLN     |
| Curridabat          | 72 564    | Alicia Borja              |         | CSXXI   | Jimmy Cruz Jiménez          |         | CSXXI   |
| Pérez Zeledón       | 134 534   | Jeffry Montoya            |         | PUSC    | Jeffry Montoya              |         | PUSC    |
| León Cortés Castro  | 13 356    | Jorge Denis Mora          |         | PLN     | Jorge Denis Mora            |         | PLN     |
| Alajuela            | 285 259   | Laura María Chaves        |         | PLN     | Humberto Soto Herrera       |         | PLN     |
| San Ramón           | 86 312    | Nixon Gerardo Ureña       |         | PLN     | Nixon Gerardo Ureña         |         | PLN     |
| Grecia              | 85 087    | Minor Molina              |         | PLN     | Francisco Murillo Quesada   |         | PUSC    |
| San Mateo           | 7600      | Jairo Emilio Guzmán       |         | PLN     | Jairo Emilio Guzmán         |         | PLN     |
| Atenas              | 27 112    | Wilberth Martín Aguilar   |         | PUSC    | Wilberth Martín Aguilar     |         | PUSC    |
| Naranjo             | 45 005    | Juan Luis Chaves          |         | PUSC    | Juan Luis Chaves            |         | PUSC    |
| Palmares            | 37 471    | Hugo Virgilio Rodríguez   |         | PAC     | Katerine Mayela Ramírez     |         | PPP     |
| Poás                | 30 650    | José Joaquín Brenes       |         | PLN     | Heibel Antonio Rodríguez    |         | PUSC    |
| Orotina             | 21 430    | Margot Montero            |         | PLN     | Benjamín Rodríguez Vega     |         | PLN     |
| San Carlos          | 178 460   | Alfredo Córdoba Soro      |         | PLN     | Alfredo Córdoba Soro        |         | PLN     |
| Zarcero             | 13 215    | Ronald Araya Solís        |         | PLN     | Ronald Araya Solís          |         | PLN     |
| Sarchí              | 20 466    | Luis Óscar Quesada        |         | PUSC    | Maikol Gerardo Porras       |         | APS     |
| Upala               | 48 910    | Juan Bosco Acevedo        |         | PLN     | Aura Yamileth López         |         | PUSC    |
| Los Chiles          | 28 694    | Jacobo Guillén Miranda    |         | PLN     | Jacobo Guillén Miranda      |         | PLN     |
| Guatuso             | 17 507    | Ilse María Gutiérrez      |         | PLN     | Ilse María Gutiérrez        |         | PLN     |
| Río Cuarto          | 15 152    | -                         |         | -       | José Miguel Jiménez Araya   |         | PLN     |
| Cartago             | 147 898   | Rolando Alberto Rodríguez |         | PLN     | Mario Redondo Poveda        |         | ADC     |
| Paraíso             | 57 743    | Laura Rebeca Morales      |         | PASE    | Carlos Ramírez Sánchez      |         | PLN     |
| La Unión            | 99 400    | Luis Carlos Villalobos    |         | PLN     | Cristian Torres Garita      |         | PLN     |
| Jiménez             | 14 669    | Lisette Fernández         |         | PLN     | Lisette Fernández           |         | PLN     |
| Turrialba           | 69 616    | Luis Fernando León        |         | PAC     | Luis Fernando León          |         | PAC     |
| Alvarado            | 14 312    | Juan Felipe Martínez      |         | PLN     | Juan Felipe Martínez        |         | PLN     |
| Oreamuno            | 45 473    | Catalina Coghi            |         | PLN     | Erick Jiménez Valverde      |         | UP      |
| El Guarco           | 41 793    | Víctor Luis Arias         |         | PLN     | Victor Luis Arias           |         | PLN     |
| Heredia             | 123 616   | José Manuel Ulate         |         | PLN     | José Manuel Ulate           |         | PLN     |
| Barva               | 40 660    | Claudio Manuel Segura     |         | FA      | Jorge Acuña Prado           |         | PRSC    |
| Santo Domingo       | 40 072    | Randall Arturo Madrigal   |         | PLN     | Roberto González Rodríguez  |         | MAS     |
| Santa Bárbara       | 37 428    | Héctor Luis Arias         |         | PLN     | Víctor Hidalgo Solís        |         | PLN     |
| San Rafael          | 45 965    | Verny Gustavo Valerio     |         | PLN     | Verny Gustavo Valerio       |         | PLN     |
| San Isidro          | 20 633    | Ana Lideth Hernández      |         | PUSC    | Ana Lidieth Hernández       |         | PUSC    |
| Belén               | 21 633    | Horacio Martín Alvarado   |         | PUSC    | Horacio Martín Alvarado     |         | PUSC    |
| Flores              | 20 037    | Gerardo Antonio Rojas     |         | PLN     | Eder José Ramírez Segura    |         | PLN     |
| San Pablo           | 27 671    | Bernardo Porras           |         | PUSC    | Bernardo Porras             |         | PUSC    |
| Sarapiquí           | 57 147    | Pedro Rojas               |         | PLN     | Pedro Rojas                 |         | PLN     |
| Liberia             | 72 528    | Julio Alexander Viales    |         | PLN     | Luis Gerardo Castañeda      |         | PUSC    |
| Nicoya              | 50 825    | Marco Antonio Jiménez     |         | PLN     | Carlos Martínez Arias       |         | LGN     |
| Santa Cruz          | 64 118    | María Rosa López          |         | PLN     | Jorge Arturo Alfaro Orias   |         | PASC    |
| Bagaces             | 19 536    | William Guido             |         | PLN     | Eva Vásquez Vásquez         |         | PUSC    |
| Carrillo            | 41 390    | Carlos Gerardo Cantillo   |         | PLN     | Carlos Gerardo Cantillo     |         | PLN     |
| Cañas               | 36 201    | Luis Fernando Mendoza     |         | PLN     | Luis Fernando Mendoza       |         | PLN     |
| Abangares           | 18 039    | Anabelle Matarrita        |         | PLN     | Heriberto Cubero Morera     |         | PLN     |
| Tilarán             | 19 640    | Juan Pablo Barquero       |         | PLN     | Juan Pablo Barquero         |         | PLN     |
| Nandayure           | 11 121    | Giovanni Jiménez          |         | PNG     | Giovanni Jiménez            |         | PNI     |
| La Cruz             | 19 181    | Junnier Alberto Salazar   |         | PUSC    | Luis Alonso Alan Corea      |         | PNG     |
| Hojancha            | 7197      | Eduardo Pineda            |         | PAC     | Eduardo Pineda              |         | PAC     |
| Puntarenas          | 130 462   | Randall Alexis Chavarría  |         | PUSC    | Wilber Madriz Arguedas      |         | PLN     |
| Esparza             | 28 644    | Asdrúbal Calvo            |         | PLN     | Asdrúbal Calvo              |         | PLN     |
| Buenos Aires        | 45 244    | José Bernardino Rojas     |         | PLN     | José Bernardino Rojas       |         | PLN     |
| Montes de Oro       | 12 950    | Luis Alberto Villalobos   |         | PAC     | Luis Alberto Villalobos     |         | PAC     |
| Osa                 | 29 433    | Jorge Alberto Cole        |         | PLN     | Jorge Alberto Cole          |         | PLN     |
| Quepos              | 3133      | Patricia Mayela Bolaños   |         | PUSC    | Jong Kwan Kim Jin           |         | PLN     |
| Golfito             | 39 150    | Elberth Barrantes         |         | PLN     | Freiner William Lara Blanco |         | PUSC    |
| Coto Brus           | 38 453    | Rafael Ángel Navarro      |         | PUSC    | Steven Alberto Barrantes    |         | PLN     |
| Parrita             | 16 115    | Freddy Garro Arias        |         | PLN     | Freddy Garro Arias          |         | PLN     |
| Corredores          | 41 831    | Carlos Viales Fallas      |         | PLN     | Carlos Viales Fallas        |         | PLN     |
| Garabito            | 22 767    | Tobías Murillo Rodríguez  |         | PLN     | Tobías Murillo Rodríguez    |         | PLN     |
| Limón               | 98 459    | Néstor Mattis Williams    |         | PAL     | Néstor Mattis Williams      |         | PAL     |
| Pococí              | 142 171   | Elibeth Venegas           |         | PLN     | Manuel Hernández Rivera     |         | PAREVA  |
| Siquirres           | 56 786    | Mangell McLean            |         | PLN     | Mangell McLean              |         | PLN     |
| Talamanca           | 39 838    | Marvin Antonio Gómez      |         | PUSC    | Rugeli Morals Rodríguez     |         | PUSC    |
| Matina              | 37 721    | Jeannette González        |         | PLN     | Wálter Céspedes Salazar     |         | PUSC    |
| Guácimo             | 41 266    | Gerardo Fuentes           |         | PLN     | Gerardo Fuentes             |         | PLN     |

#### Por partido
| Partido | Partido                       | Alcaldes | Alcaldes    | Voto      | Voto  |
| Partido | Partido                       | #        | Cambio      | #         | %     |
| ------- | ----------------------------- | -------- | ----------- | --------- | ----- |
|         | Liberación Nacional           | 43       | 7           | 374,990   | 31,42 |
|         | Unidad Social Cristiana       | 15       | 1           | 207,075   | 17,35 |
|         | Cantonales                    | 9        | 5           | 119,960   | 10,05 |
|         | Acción Ciudadana              | 5        | 2           | 87,631    | 7,34  |
|         | Nueva República               | 0        | Nuevo       | 65,213    | 5,46  |
|         | Nueva Generación              | 4        | 1           | 55,972    | 4,69  |
|         | Republicano Social Cristiano  | 2        | 1           | 50,689    | 4,25  |
|         | Restauración Nacional         | 0        | Sin cambios | 47,617    | 3,99  |
|         | Alianza Demócrata Cristiana   | 1        | 1           | 34,845    | 2,92  |
|         | Unidos Podemos                | 1        | Nuevo       | 31,166    | 2,61  |
|         | Integración Nacional          | 0        | Sin cambios | 28,379    | 2,38  |
|         | Frente Amplio                 | 0        | 1           | 24,974    | 2,09  |
|         | Nuestro Pueblo                | 0        | Nuevo       | 13,430    | 1,13  |
|         | Comunal Unido                 | 1        | Nuevo       | 8,604     | 0,72  |
|         | Recuperando Valores           | 1        | 1           | 7,305     | 0,61  |
|         | Actuemos Ya                   | 0        | Nuevo       | 6,738     | 0,56  |
|         | Justicia Social Costarricense | 0        | Nuevo       | 5,769     | 0,48  |
|         | Auténtico Limonense           | 1        | Sin cambios | 5,653     | 0,47  |
|         | Accesibilidad Sin Exclusión   | 0        | 1           | 4,880     | 0,41  |
|         | Liberal Progresista           | 0        | Nuevo       | 4,209     | 0,35  |
|         | Renovación Costarricense      | 0        | Sin cambios | 3,386     | 0,28  |
|         | Unión Guanacasteca            | 0        | Nuevo       | 3,358     | 0,28  |
|         | Verde Ecologista              | 0        | Sin cambios | 1,432     | 0,12  |
|         | Izquierda Costarricense       | 0        | Nuevo       | 343       | 0,03  |
|         |                               |          |             |           |       |
| Total   | Total                         | 82       | 1           | 1,193,618 | 100%  |
|         |                               |          |             |           |       |
| Fuente  |                               |          |             |           |       |

#### Por provincia
| Provincia   | PLN %    | PUSC % | Cantonales % | PAC % | PNR % | PNG % | PRSC % | PREN % | ADC % | UP % | PIN % | FA % | PASE % | PLP % | PRC % |      |
| ----------- | -------- | ------ | ------------ | ----- | ----- | ----- | ------ | ------ | ----- | ---- | ----- | ---- | ------ | ----- | ----- | ---- |
| Provincia   | San José | 29.20  | 16.46        | 19.12 | 6.54  | 5.16  | 7.57   | 3.36   | 3.68  | 0.51 | 2.15  | 1.10 | 2.49   | -     | 0.29  | 0.41 |
| Alajuela    | 36.82    | 22.74  | 9.07         | 6.41  | 6.04  | 3.54  | 5.88   | 1.86   | 0.32  | 1.38 | 1.08  | 1.61 | -      | 0.75  | -     |      |
| Cartago     | 21.46    | 10.22  | 10.74        | 14.59 | 2.26  | 4.45  | 1.99   | 4.99   | 14.59 | 4.41 | 4.06  | 2.63 | 2.75   | 0.85  | -     |      |
| Heredia     | 34.63    | 21.17  | 11.07        | 7.28  | 7.04  | 2.54  | 5.99   | 1.63   | 1.05  | 2.04 | 0.43  | 4.31 | -      | -     | 0.81  |      |
| Guanacaste  | 30.60    | 16.98  | 21.37        | 6.64  | 3.79  | 3.05  | 2.57   | 4.45   | -     | 4.16 | 5.41  | 0.75 | -      | -     | 0.24  |      |
| Puntarenas  | 38.41    | 18.62  | 6.09         | 3.44  | 8.30  | 1.90  | 6.96   | 5.71   | 1.95  | 2.66 | 5.61  | 0.11 | 0.03   | -     | 0.22  |      |
| Limón       | 24.33    | 15.25  | 22.40        | 1.87  | 5.48  | 4.94  | 2.35   | 8.30   | 6.51  | 3.13 | 1.98  | 2.29 | 0.67   | -     | 0.49  |      |
| Total       | 31.42    | 17.35  | 14.45        | 7.34  | 5.46  | 4.69  | 4.25   | 3.99   | 2.92  | 2.61 | 2.38  | 2.09 | 0.41   | 0.35  | 0.28  |      |
| Fuente: TSE |          |        |              |       |       |       |        |        |       |      |       |      |        |       |       |      |

### Concejos municipales
| Partidos | Partidos                                         | Voto      | Voto   | Voto  | Regidores | Regidores |         | Voto      | Voto   | Voto  | Síndicos | Síndicos | Concejales de Distrito | Concejales de Distrito |
| Partidos | Partidos                                         | #         | %      | ±     | Total     | +/-       | #       | %         | ±      | Total | +/-      | Total    | +/-                    |                        |
| -------- | ------------------------------------------------ | --------- | ------ | ----- | --------- | --------- | ------- | --------- | ------ | ----- | -------- | -------- | ---------------------- | ---------------------- |
|          | Liberación Nacional (PLN)                        | 351,367   | 29,23  | -1.59 | 171       | -17       |         | 349,611   | 29.08  | -1.84 | 260      | -33      | 855                    | -617                   |
|          | Unidad Social Cristiana (PUSC)                   | 201,290   | 16,74  | -1.37 | 99        | -4        | 204,382 | 17.00     | -1.19  | 95    | +18      | 375      | -123                   |                        |
|          | Acción Ciudadana (PAC)                           | 81,781    | 6,80   | -4.81 | 34        | -29       | 81,570  | 6.79      | -4.98  | 18    | -19      | 111      | -358                   |                        |
|          | Nueva República (PNR)                            | 70,560    | 5,87   | Nuevo | 17        | Nuevo     | 61,320  | 5.10      | Nuevo  | 1     | Nuevo    | 32       | Nuevo                  |                        |
|          | Republicano Social Cristiano (PRSC)              | 54,767    | 4,56   | -1.75 | 23        | -1        | 52,598  | 4.38      | -2.05  | 10    | -1       | 66       | -90                    |                        |
|          | Nueva Generación (PNG)                           | 53,752    | 4,47   | +0.59 | 24        | -10       | 54,542  | 4.53      | +0.74  | 14    | +2       | 76       | +17                    |                        |
|          | Restauración Nacional (PREN)                     | 52,954    | 4,40   | +3.15 | 10        | +7        | 51,262  | 4.26      | +3.34  | 3     | +3       | 23       | +23                    |                        |
|          | Unidos Podemos (UP)                              | 36,660    | 3,05   | Nuevo | 11        | Nuevo     | 37,815  | 3.15      | Nuevo  | 5     | Nuevo    | 36       | Nuevo                  |                        |
|          | Alianza Demócrata Cristiana (ADC)                | 33,227    | 2,76   | +1.64 | 8         | +4        | 32,865  | 2.73      | +1.62  | 13    | +13      | 34       | +5                     |                        |
|          | Frente Amplio (FA)                               | 30,407    | 2,53   | -2.83 | 9         | -10       | 26,232  | 2.18      | -3.19  | 1     | -2       | 18       | -52                    |                        |
|          | Integración Nacional (PIN)                       | 29,113    | 2,42   | +1.28 | 9         | +4        | 25,368  | 2.11      | +1.00  | 7     | +3       | 40       | +25                    |                        |
|          | Nuestro Pueblo (PNP)                             | 14,844    | 1,23   | Nuevo | 3         | Nuevo     | 15,135  | 1.26      | Nuevo  | 1     | Nuevo    | 16       | Nuevo                  |                        |
|          | Comunal Unido (PCU)                              | 8,837     | 0,74   | Nuevo | 5         | Nuevo     | 9,630   | 0.58      | Nuevo  | 6     | Nuevo    | 28       | Nuevo                  |                        |
|          | Actuemos Ya (PAY)                                | 8,062     | 0,67   | Nuevo | 3         | Nuevo     | 8,248   | 0.69      | Nuevo  | 1     | Nuevo    | 6        | Nuevo                  |                        |
|          | Accesibilidad Sin Exclusión (PASE)               | 6,803     | 0,57   | -1.34 | 2         | -6        | 5,538   | 0.46      | -1.42  | 2     | 0        | 8        | -14                    |                        |
|          | Somos Moravia (PSM)                              | 6,213     | 0,52   | Nuevo | 4         | Nuevo     | 6,263   | 0.52      | Nuevo  | 3     | Nuevo    | 7        | Nuevo                  |                        |
|          | Progreso (PP)                                    | 6,116     | 0,51   | Nuevo | 2         | Nuevo     | 6,319   | 0.53      | Nuevo  | 0     | Nuevo    | 8        | Nuevo                  |                        |
|          | Justicia Social Costarricense (PJSCR)            | 6,103     | 0,51   | Nuevo | 3         | Nuevo     | 5,987   | 0.50      | Nuevo  | 4     | Nuevo    | 8        | Nuevo                  |                        |
|          | Recuperando Valores (PAREVA)                     | 5,792     | 0,48   | +0.31 | 1         | 0         | 6,205   | 0.52      | +0.35  | 3     | +3       | 9        | +9                     |                        |
|          | Auténtico Limonense (PAL)                        | 5,780     | 0,48   | -0.59 | 2         | -3        | 5,745   | 0.48      | -0.63  | 1     | -3       | 4        | -4                     |                        |
|          | Despertar Alajuelense (PDA)                      | 5,712     | 0,48   | Nuevo | 1         | Nuevo     | 6,137   | 0.51      | Nuevo  | 0     | Nuevo    | 3        | -                      |                        |
|          | Yunta Progresista Escazuseña (YUNTA)             | 5,668     | 0,47   | -0.38 | 3         | -1        | 5,652   | 0.47      | -0.37  | 0     | -3       | 4        | -3                     |                        |
|          | Auténtico Santacruce{o (PASC)                    | 5,125     | 0,43   | Nuevo | 2         | Nuevo     | 5,137   | 0.43      | Nuevo  | 2     | Nuevo    | 9        | Nuevo                  |                        |
|          | Liberal Progresista (PLP)                        | 4,964     | 0,41   | Nuevo | 2         | Nuevo     | 3,736   | 0.31      | Nuevo  | 1     | Nuevo    | 8        | Nuevo                  |                        |
|          | Curridabat siglo XXI (CSXXI)                     | 4,889     | 0,41   | -0.23 | 3         | 0         | 5,050   | 0.42      | -0.22  | 4     | 0        | 7        | -3                     |                        |
|          | La Gran Nicoya (PLGN)                            | 4,811     | 0,40   | Nuevo | 2         | Nuevo     | 5,137   | 0.43      | Nuevo  | 2     | Nuevo    | 4        | Nuevo                  |                        |
|          | Alianza por San José (PASJ)                      | 4,760     | 0,40   | -1.33 | 1         | -3        | 4,877   | 0.41      | -1.31  | 0     | -10      | 2        | -19                    |                        |
|          | Unión de Empresarios Puntarenenses (UPE)         | 4,437     | 0,37   | Nuevo | 1         | Nuevo     | 4,527   | 0.38      | Nuevo  | 1     | Nuevo    | 9        | Nuevo                  |                        |
|          | Renovación Costarricense (PRC)                   | 4,136     | 0,34   | -2.65 | 2         | -8        | 5,046   | 0.42      | -2.58  | 0     | -7       | 2        | -5                     |                        |
|          | Gente de Montes de Oca (PAC-VAM-Gente-PH) (CGMO) | 4,118     | 0,34   | -0.01 | 2         | 0         | 4,122   | 0.34      | -0.02  | 3     | -1       | 7        | +2                     |                        |
|          | Movimiento Avance Santo Domingo (MAS)            | 4,077     | 0,34   | +0.07 | 2         | +1        | 4,349   | 0.36      | +0.07  | 6     | +4       | 15       | +7                     |                        |
|          | Nueva Mayoría Griega (PNMG)                      | 3,999     | 0,33   | -0.13 | 1         | –2        | 4,056   | 0.33      | -0.13  | 2     | 0        | 7        | –3                     |                        |
|          | Juntos (FA-SJO Alternativa) (Juntos)             | 3,934     | 0,33   | Nuevo | 1         | Nuevo     | 3,794   | 0.32      | Nuevo  | 0     | Nuevo    | 1        | Nuevo                  |                        |
|          | Palmares Primero (PPP)                           | 3,644     | 0,30   | Nuevo | 2         | Nuevo     | 1,097   | 0.09      | Nuevo  | 1     | Nuevo    | 2        | Nuevo                  |                        |
|          | Unión Guanacasteca (PUG)                         | 3,590     | 0,30   | Nuevo | 2         | Nuevo     | 3,695   | 0.31      | Nuevo  | 0     | Nuevo    | 3        | Nuevo                  |                        |
|          | Del Sol (PdS)                                    | 3,396     | 0,28   | +0.08 | 2         | +1        | 3,161   | 0.26      | +0.05  | 1     | +1       | 6        | +1                     |                        |
|          | Auténtico Labrador de Coronado (PALABRA)         | 2,941     | 0,24   | -0.02 | 1         | -1        | 3,045   | 0.25      | -0.02  | 1     | +1       | 4        | -1                     |                        |
|          | Liga Ramonense (PALIRA)                          | 2,598     | 0,22   | +0.07 | 1         | 0         | -       | -         | -      | 0     | 0        | 0        | -2                     |                        |
|          | Unidos por el Desarrollo (PUEDE)                 | 2,523     | 0,21   | Nuevo | 1         | Nuevo     | 2,724   | 0.23      | Nuevo  | 2     | Nuevo    | 6        | Nuevo                  |                        |
|          | Turrialba Primero (PATUPRI)                      | 2,515     | 0,21   | Nuevo | 1         | Nuevo     | 2,788   | 0.23      | Nuevo  | 1     | Nuevo    | 10       | Nuevo                  |                        |
|          | Terra Escazú (TE)                                | 2,378     | 0,20   | Nuevo | 1         | Nuevo     | 2,377   | 0.20      | Nuevo  | 0     | Nuevo    | 2        | Nuevo                  |                        |
|          | Unión Belemita (FA-PB) (CUB)                     | 2,320     | 0,19   | Nuevo | 2         | Nuevo     | 2,384   | 0.20      | Nuevo  | 0     | Nuevo    | 2        | Nuevo                  |                        |
|          | Ecológico Comunal Costarricense (PECCR)          | 2,285     | 0,19   | -0.14 | 1         | 0         | 2,296   | 0.19      | -0.16  | 0     | 0        | 0        | -5                     |                        |
|          | Sentir Heredia (PSH)                             | 2,247     | 0,19   | Nuevo | 1         | Nuevo     | 2,301   | 0.19      | Nuevo  | 0     | Nuevo    | 1        | Nuevo                  |                        |
|          | Todo por Goicoechea (PTxG)                       | 2,234     | 0,19   | Nuevo | 2         | Nuevo     | 2,342   | 0.19      | Nuevo  | 0     | Nuevo    | 3        | Nuevo                  |                        |
|          | Rescate Cantonal de La Unión (PRCLU)             | 2,096     | 0,17   | -0.11 | 1         | 0         | 2,180   | 0.18      | -0.10  | 0     | 0        | 3        | -4                     |                        |
|          | Unidos por Flores (PUSC-Todo por Flores) (CUxF)  | 2,008     | 0,17   | Nuevo | 2         | Nuevo     | 2,094   | 0.17      | Nuevo  | 0     | Nuevo    | 3        | Nuevo                  |                        |
|          | Cantonal de Carrillo (PCdC)                      | 1,954     | 0,16   | Nuevo | 1         | Nuevo     | 2,011   | 0.17      | Nuevo  | 0     | Nuevo    | 3        | Nuevo                  |                        |
|          | Unión Ateniense (PUA)                            | 1,918     | 0,16   | +0.16 | 1         | +1        | 2,091   | 0.17      | +0.17  | 1     | +1       | 10       | +10                    |                        |
|          | Alianza Social por La Unión (ASLU)               | 1,894     | 0,16   | -0.10 | 1         | 0         | 1,975   | 0.16      | -0.11  | 0     | -1       | 1        | -3                     |                        |
|          | Alianza por Nicoya (PAC-FA-de Nicoya) (CAN)      | 1,888     | 0,16   | Nuevo | 1         | Nuevo     | 1,956   | 0.16      | Nuevo  | 0     | Nuevo    | 3        | Nuevo                  |                        |
|          | Unión Griega (PUGRI)                             | 1,840     | 0,15   | Nuevo | 1         | Nuevo     | 1,991   | 0.17      | Nuevo  | 0     | Nuevo    | 1        | Nuevo                  |                        |
|          | Auténtico Nicoyano (PAN)                         | 1,829     | 0,15   | Nuevo | 1         | Nuevo     | -       | -         | -      | -     | Nuevo    | -        | Nuevo                  |                        |
|          | Alianza por Sarchí (PAxS)                        | 1,743     | 0,14   | Nuevo | 2         | Nuevo     | 1,761   | 0.15      | Nuevo  | 3     | Nuevo    | 3        | Nuevo                  |                        |
|          | Somos Sarchí (PSS)                               | 1,704     | 0,14   | Nuevo | 2         | Nuevo     | 1,714   | 0.14      | Nuevo  | 1     | Nuevo    | 7        | Nuevo                  |                        |
|          | Unión Guarqueña (PUGUA)                          | 1,697     | 0,14   | -0.08 | 1         | 0         | 1,810   | 0.15      | -0.07  | 0     | 0        | 2        | -4                     |                        |
|          | Nandayure Progresa (PANAPRO)                     | 1,651     | 0,14   | Nuevo | 2         | Nuevo     | 1,655   | 0.14      | Nuevo  | 4     | Nuevo    | 9        | Nuevo                  |                        |
|          | Verde Ecologista (PVE)                           | 1,605     | 0,13   | -0.31 | 0         | -1        | 1,342   | 0.11      | -0.31  | 0     | -1       | 0        | -5                     |                        |
|          | Alianza por Palmares (PAxP)                      | 1,599     | 0,13   | -0.11 | 1         | 0         | 2,206   | 0.18      | -0.07  | 0     | -3       | 8        | 0                      |                        |
|          | Aserrí para Todos (PUSC-PAC) (CAdT)              | 1,536     | 0,13   | Nuevo | 1         | Nuevo     | 1,698   | 0.14      | Nuevo  | 1     | Nuevo    | 5        | Nuevo                  |                        |
|          | Pueblo de Garabito (PPG)                         | 1,360     | 0,11   | +0.05 | 1         | 0         | 1,436   | 0.12      | +0.06  | 0     | 0        | 3        | +2                     |                        |
|          | Unión Domingueña (PUD)                           | 1,296     | 0,11   | Nuevo | 1         | Nuevo     | 1,386   | 0.12      | Nuevo  | 0     | Nuevo    | 3        | Nuevo                  |                        |
|          | Unidos por Escazú (PUxE)                         | 1,293     | 0,11   | Nuevo | 0         | Nuevo     | 1,289   | 0.11      | Nuevo  | 0     | Nuevo    | 0        | Nuevo                  |                        |
|          | Justicia Social Costarricense (PJS)              | 1,259     | 0,10   | Nuevo | 1         | Nuevo     | 1,309   | 0.11      | Nuevo  | 0     | Nuevo    | 1        | Nuevo                  |                        |
|          | Avance de Montes de Oca (PAMO)                   | 1,067     | 0,09   | -0.10 | 1         | 0         | 1,058   | 0.09      | -0.10  | 0     | 0        | 0        | -2                     |                        |
|          | Guanacaste Primero (PGP)                         | 976       | 0,08   | Nuevo | 0         | Nuevo     | 1,599   | 0.13      | Nuevo  | 1     | Nuevo    | 0        | Nuevo                  |                        |
|          | Auténtico Siquirreño (PASIQ)                     | 902       | 0,08   | -0.14 | 0         | -2        | 943     | 0.08      | -0.15  | 0     | -1       | 0        | -5                     |                        |
|          | Puriscal En Movimiento (PPEM)                    | 790       | 0,07   | Nuevo | 0         | Nuevo     | 865     | 0.07      | Nuevo  | 0     | Nuevo    | 2        | Nuevo                  |                        |
|          | Desarrollo Talamanqueño (PDT)                    | 784       | 0,07   | Nuevo | 0         | Nuevo     | 878     | 0.07      | Nuevo  | 0     | Nuevo    | 0        | Nuevo                  |                        |
|          | Pococí Avanza (AVANTE)                           | 723       | 0,06   | Nuevo | 0         | Nuevo     | 634     | 0.05      | Nuevo  | 0     | Nuevo    | 0        | Nuevo                  |                        |
|          | Anticorrupción Costarricense (PACO)              | 714       | 0,06   | Nuevo | 0         | Nuevo     | 560     | 0.05      | Nuevo  | 0     | Nuevo    | 0        | Nuevo                  |                        |
|          | Innovación Cantonal (PIC)                        | 582       | 0,05   | Nuevo | 0         | Nuevo     | 501     | 0.04      | Nuevo  | 0     | Nuevo    | 0        | Nuevo                  |                        |
|          | Avance Isidreño (PAI)                            | 531       | 0,04   | Nuevo | 0         | Nuevo     | -       | -         | -      | -     | Nuevo    | -        | Nuevo                  |                        |
|          | Barva Unida (PBU)                                | 500       | 0,04   | -0.02 | 0         | 0         | 518     | 0.04      | -0.01  | -     | 0        | -        | 0                      |                        |
|          | Fuerza Sarchiceña (PFS)                          | 496       | 0,04   | Nuevo | 0         | Nuevo     | 460     | 0.04      | Nuevo  | 0     | Nuevo    | 0        | Nuevo                  |                        |
|          | Único Abangareño (PUAB)                          | 491       | 0,04   | +0.04 | 0         | 0         | 607     | 0.05      | +0.05  | 0     | 0        | 0        | 0                      |                        |
|          | Goicoechea en Acción (PGEA)                      | 470       | 0,04   | +0.04 | 0         | 0         | -       | -         | -      | -     | 0        | -        | 0                      |                        |
|          | Acción Naranjeña (PANAR)                         | 466       | 0,04   | Nuevo | 0         | Nuevo     | 406     | 0.03      | Nuevo  | 0     | Nuevo    | 0        | Nuevo                  |                        |
|          | Autónomo Oromontano (PAO)                        | 460       | 0,04   | -0.01 | 0         | 0         | 497     | 0.04      | +0.01  | 0     | 0        | 0        | -1                     |                        |
|          | Yo Soy el Cambio (PYSEC)                         | 440       | 0,04   | Nuevo | 0         | -         | 352     | 0.03      | Nuevo  | 0     | Nuevo    | 0        | Nuevo                  |                        |
|          | Acuerdo Quepeño (PAAQ)                           | 403       | 0,03   | -0.01 | 0         | 0         | 401     | 0.03      | -0.01  | 0     | 0        | 0        | 0                      |                        |
|          | Izquierda Costarricense (PIZCR)                  | 378       | 0,03   | Nuevo | 0         | Nuevo     | 275     | 0.02      | -      | 0     | Nuevo    | 0        | Nuevo                  |                        |
|          | Acción Cantonal Siquirres Independiente (PACSI)  | 374       | 0,03   | -0.01 | 0         | 0         | 423     | 0.03      | -0.01  | 0     | 0        | 0        | 0                      |                        |
|          | Restauración Parriteña (PREPA)                   | 331       | 0,03   | -0.01 | 0         | 0         | 341     | 0.03      | -0.01  | 0     | 0        | 0        | 0                      |                        |
|          | La Fuerza de la Unión (PFLU)                     | 201       | 0,02   | Nuevo | 0         | Nuevo     | 183     | 0.02      | -      | 0     | Nuevo    | 0        | Nuevo                  |                        |
|          | Tarrazú Primero (PTP)                            | 190       | 0,02   | +0.02 | 0         | 0         | 193     | 0.02      | +0.02  | 0     | 0        | 0        | 0                      |                        |
|          |                                                  |           |        |       |           |           |         |           |        |       |          |          |                        |                        |
| Total    | Total                                            | -         | 100.00 |       | 508       | +5        |         | 1,202,168 | 100.00 |       | 486      | +5       | 1944                   | +20                    |
|          |                                                  |           |        |       |           |           |         |           |        |       |          |          |                        |                        |
| Nulos    | Nulos                                            | -         | -      | -     | -         | -         | -       |           |        |       |          |          |                        |                        |
| Turnout  | Turnout                                          | -         | -      | -     | -         | -         | -       |           |        |       |          |          |                        |                        |
| Abs.     | Abs.                                             | -         | -      | -     | -         | -         | -       |           |        |       |          |          |                        |                        |
| Reg.     | Reg.                                             | 3,438,555 |        |       |           |           |         |           |        |       |          |          |                        |                        |
|          |                                                  |           |        |       |           |           |         |           |        |       |          |          |                        |                        |
| Fuentes  |                                                  |           |        |       |           |           |         |           |        |       |          |          |                        |                        |
|          |                                                  |           |        |       |           |           |         |           |        |       |          |          |                        |                        |

| Voto       | Voto       | Voto | Voto    | Voto    |
| ---------- | ---------- | ---- | ------- | ------- |
|            |            |      |         |         |
| PLN        | PLN        |      | 29.23 % | 29.23 % |
| PUSC       | PUSC       |      | 16.74 % | 16.74 % |
| Cantonales | Cantonales |      | 15.85 % | 15.85 % |
| PAC        | PAC        |      | 6.80 %  | 6.80 %  |
| PNR        | PNR        |      | 5.87 %  | 5.87 %  |
| PRSC       | PRSC       |      | 4.56 %  | 4.56 %  |
| PNG        | PNG        |      | 4.47 %  | 4.47 %  |
| PREN       | PREN       |      | 4.40 %  | 4.40 %  |
| UP         | UP         |      | 3.05 %  | 3.05 %  |
| ADC        | ADC        |      | 2.76 %  | 2.76 %  |
| FA         | FA         |      | 2.53 %  | 2.53 %  |
| PIN        | PIN        |      | 2.42 %  | 2.42 %  |
| PASE       | PASE       |      | 0.57 %  | 0.57 %  |
| PLP        | PLP        |      | 0.41 %  | 0.41 %  |
| PRC        | PRC        |      | 0.34 %  | 0.34 %  |

| \| Escaños \| Escaños \| Escaños \| Escaños \| Escaños \| \| ---------- \| ---------- \| ------- \| ------- \| ------- \| \| \| \| \| \| \| \| PLN \| PLN \| \| 33.66 % \| 33.66 % \| \| PUSC \| PUSC \| \| 19.49 % \| 19.49 % \| \| Cantonales \| Cantonales \| \| 17.13 % \| 17.13 % \| \| PAC \| PAC \| \| 6.69 % \| 6.69 % \| \| PNG \| PNG \| \| 4.72 % \| 4.72 % \| \| PRSC \| PRSC \| \| 4.53 % \| 4.53 % \| \| PNR \| PNR \| \| 3.35 % \| 3.35 % \| \| UP \| UP \| \| 2.17 % \| 2.17 % \| \| PREN \| PREN \| \| 1.97 % \| 1.97 % \| \| FA \| FA \| \| 1.77 % \| 1.77 % \| \| PIN \| PIN \| \| 1.77 % \| 1.77 % \| \| ADC \| ADC \| \| 1.57 % \| 1.57 % \| \| PASE \| PASE \| \| 0.39 % \| 0.39 % \| \| PLP \| PLP \| \| 0.39 % \| 0.39 % \| \| PRC \| PRC \| \| 0.39 % \| 0.39 % \| |            |  |         |         |
| Escaños |            |  |         |         |
| |            |  |         |         |
| PLN | PLN        |  | 33.66 % | 33.66 % |
| PUSC | PUSC       |  | 19.49 % | 19.49 % |
| Cantonales | Cantonales |  | 17.13 % | 17.13 % |
| PAC | PAC        |  | 6.69 %  | 6.69 %  |
| PNG | PNG        |  | 4.72 %  | 4.72 %  |
| PRSC | PRSC       |  | 4.53 %  | 4.53 %  |
| PNR | PNR        |  | 3.35 %  | 3.35 %  |
| UP | UP         |  | 2.17 %  | 2.17 %  |
| PREN | PREN       |  | 1.97 %  | 1.97 %  |
| FA | FA         |  | 1.77 %  | 1.77 %  |
| PIN | PIN        |  | 1.77 %  | 1.77 %  |
| ADC | ADC        |  | 1.57 %  | 1.57 %  |
| PASE | PASE       |  | 0.39 %  | 0.39 %  |
| PLP | PLP        |  | 0.39 %  | 0.39 %  |
| PRC | PRC        |  | 0.39 %  | 0.39 %  |

## Galería

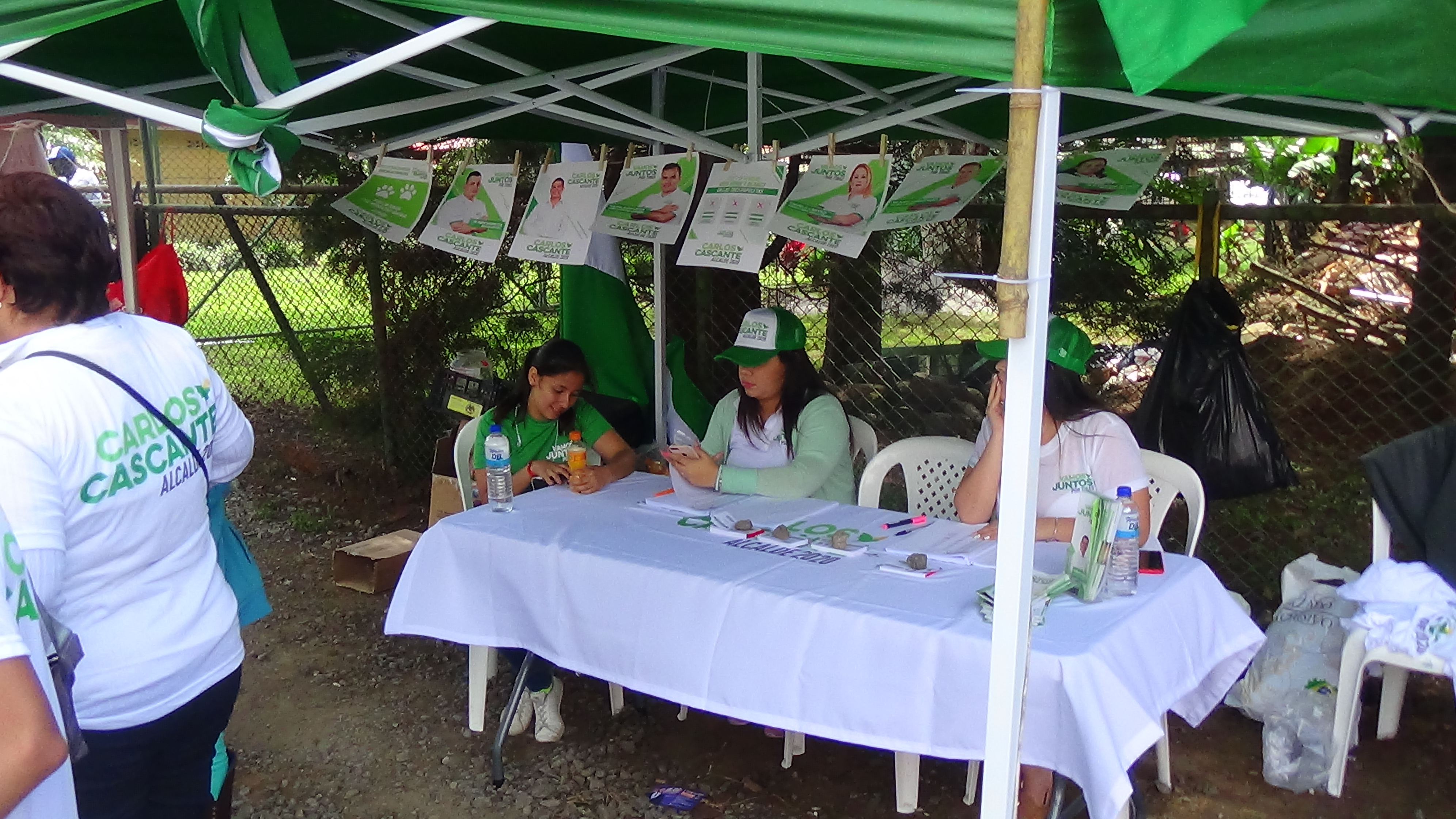
Stand del Partido Liberación Nacional
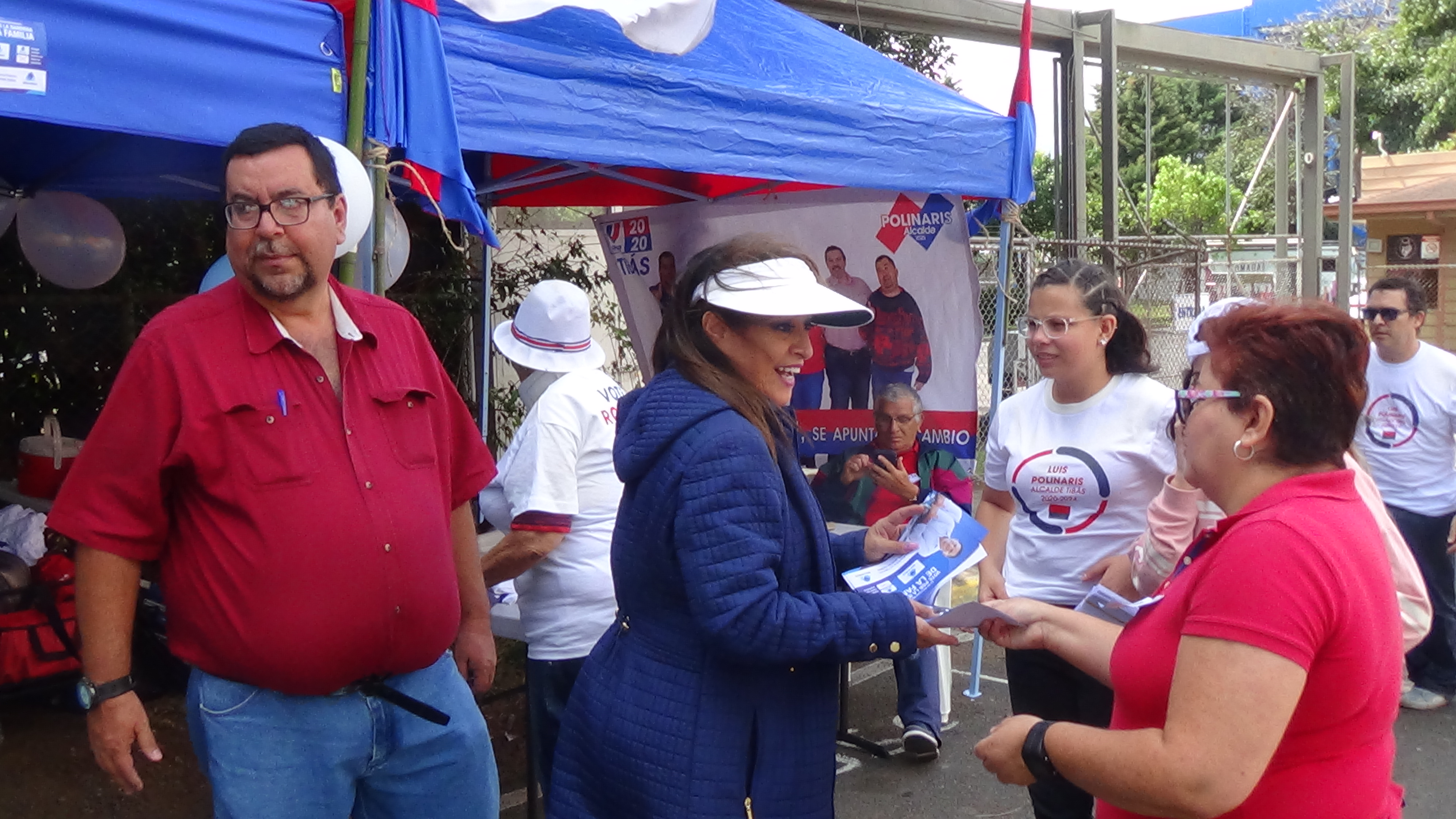
Stand del Partido Unidad Social Cristiana
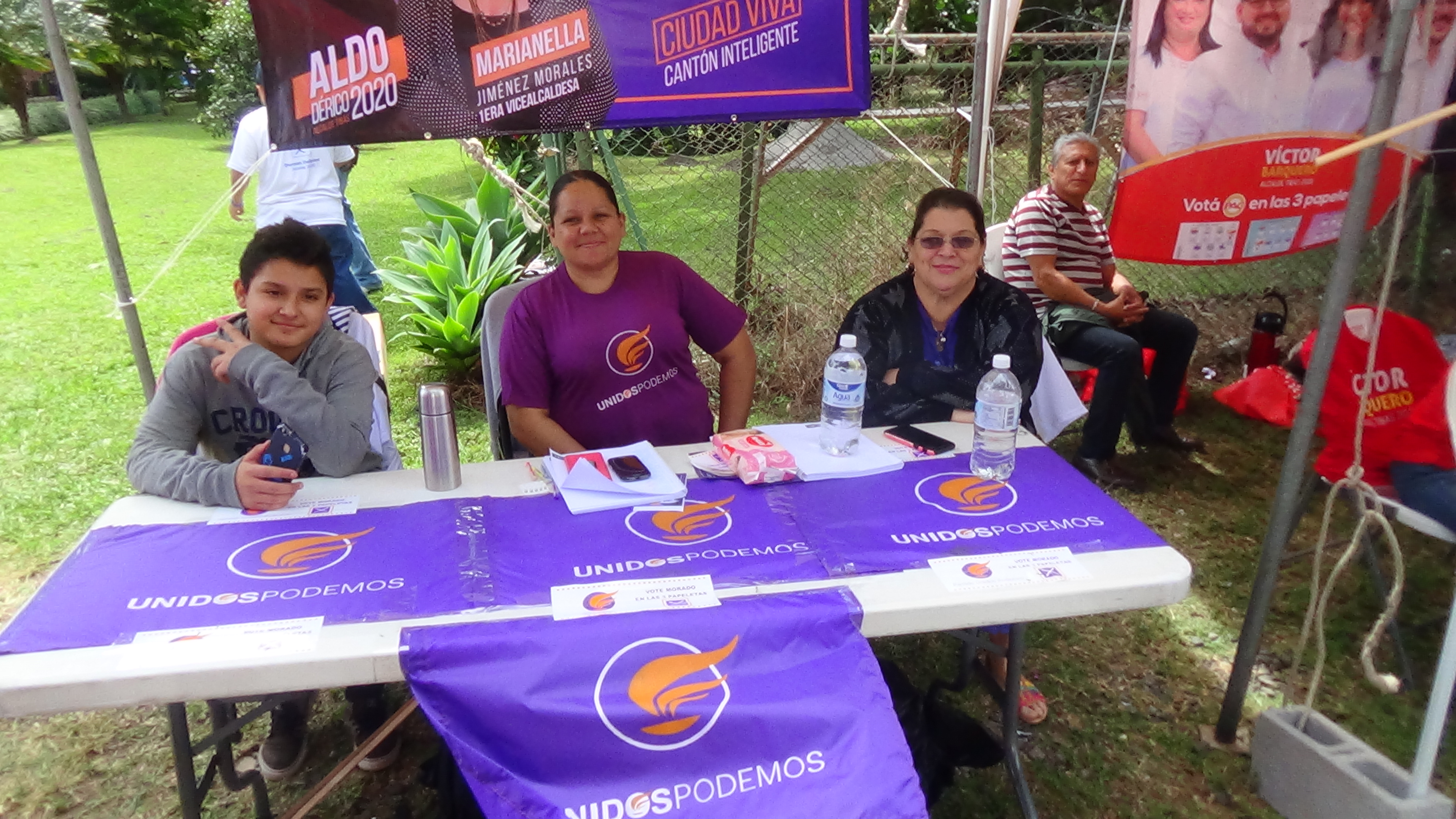
Stand de Unidos Podemos
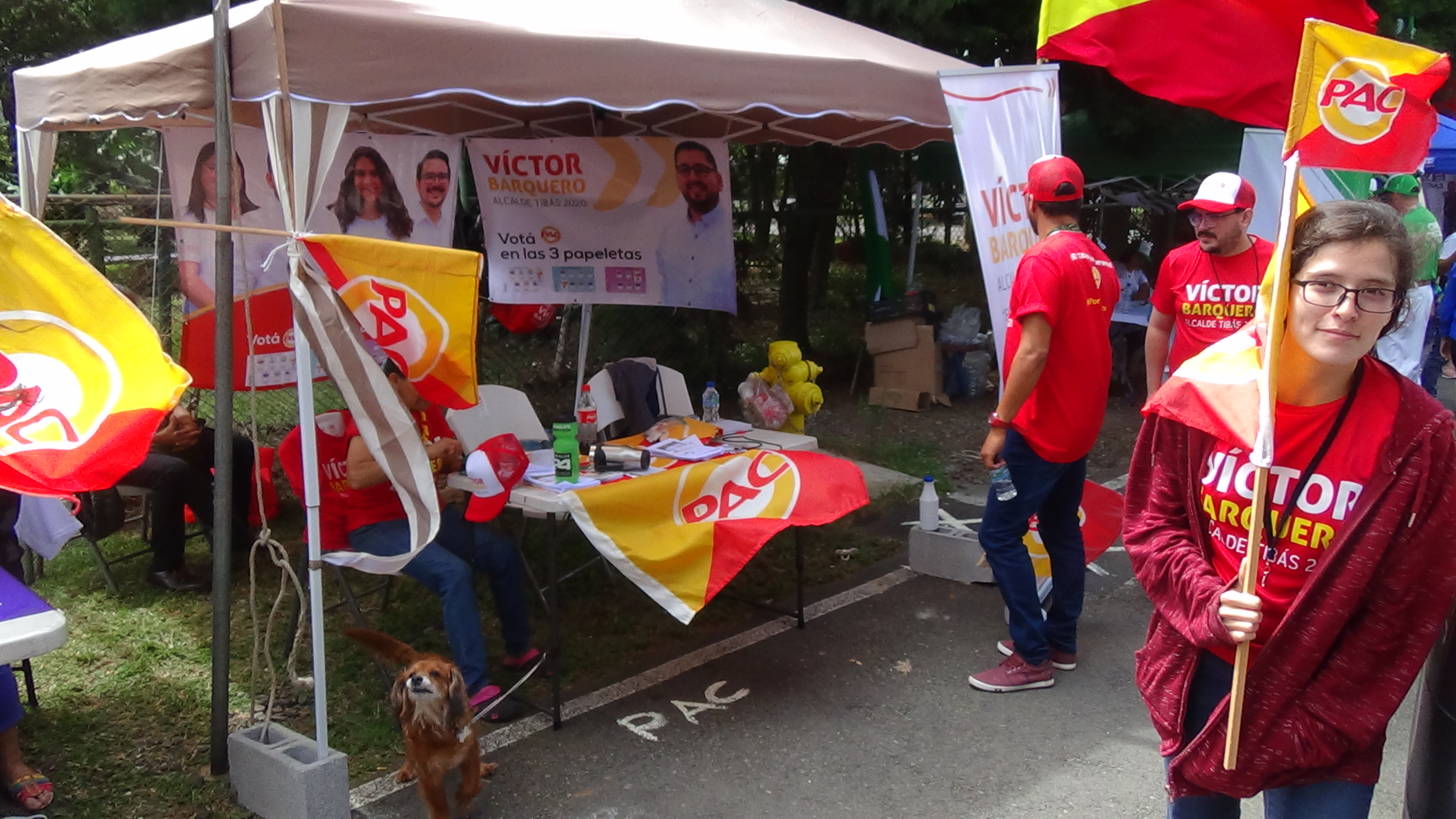
Stand del Partido Acción Ciudadana
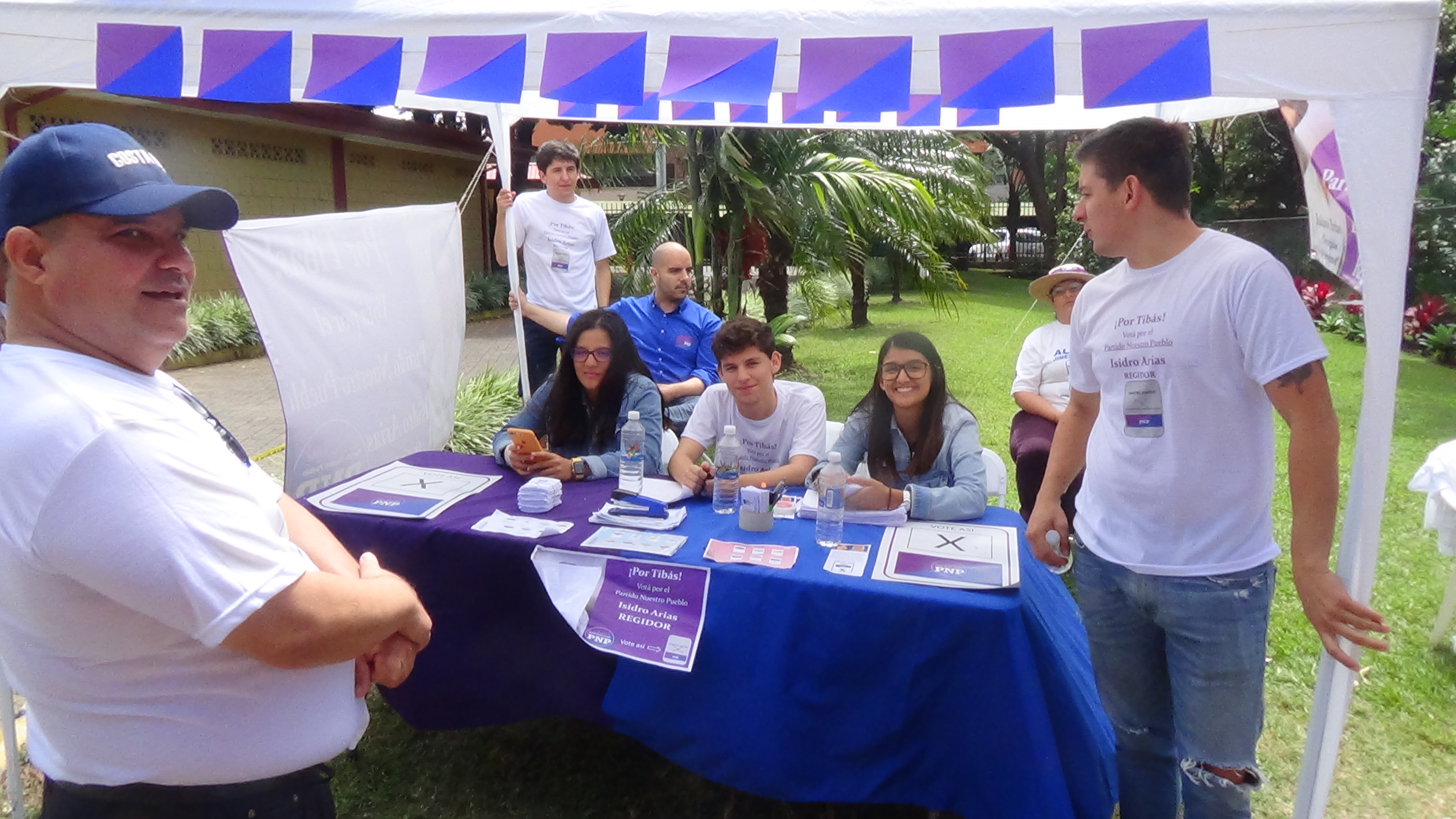
Stand del partido Nuestro Pueblo
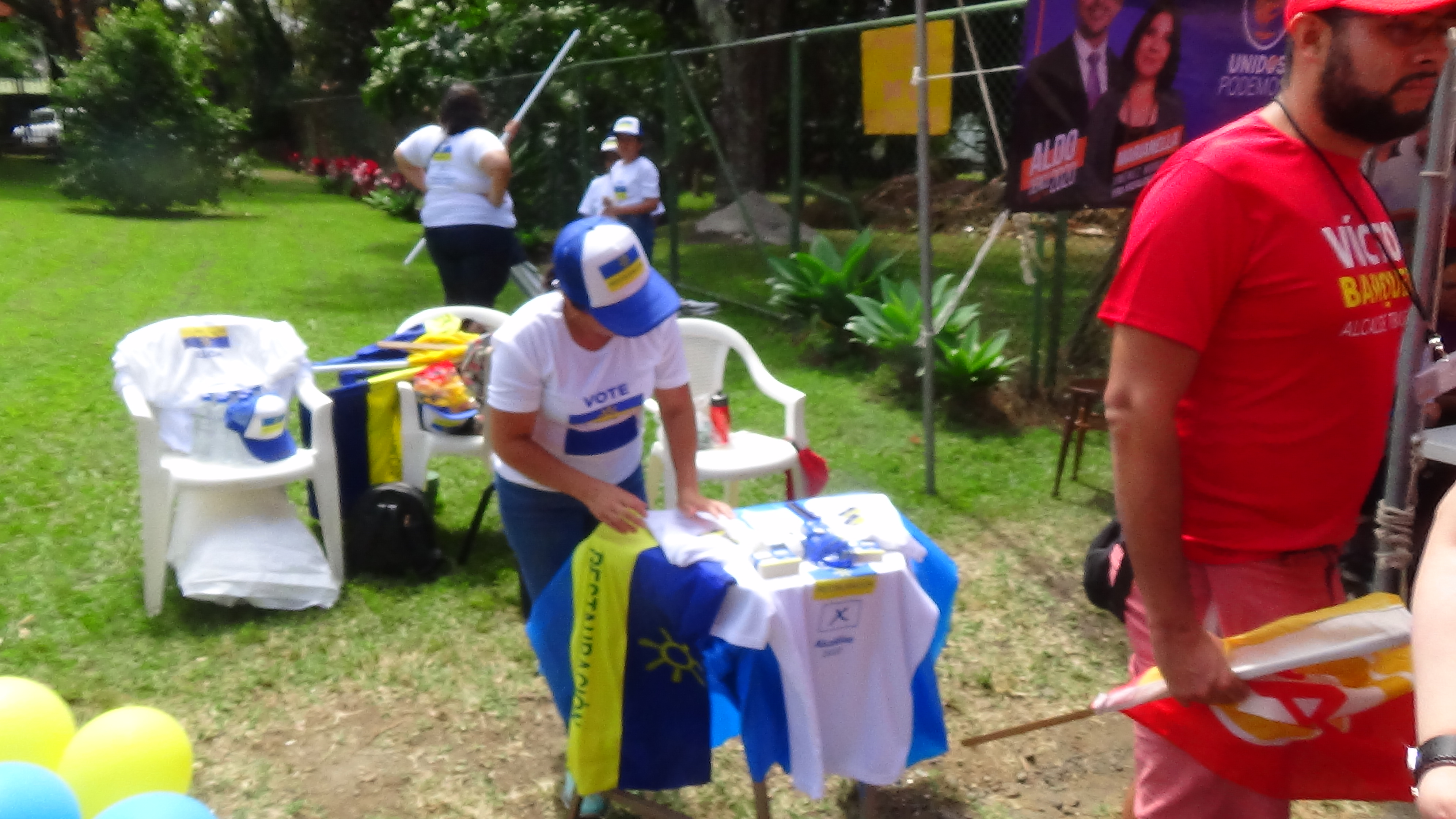
Stand del partido Restauración Nacional
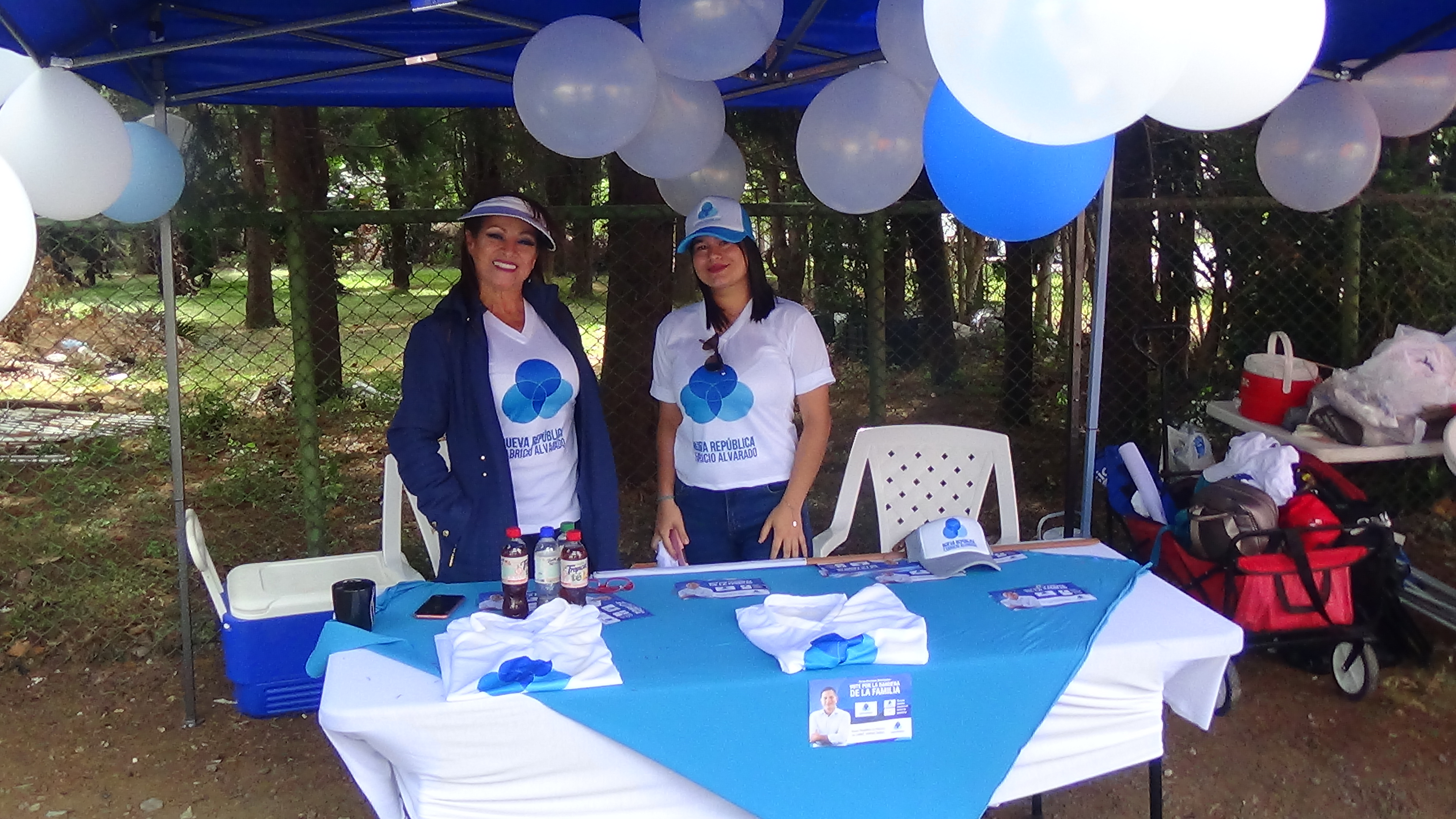
Stand de Nueva República
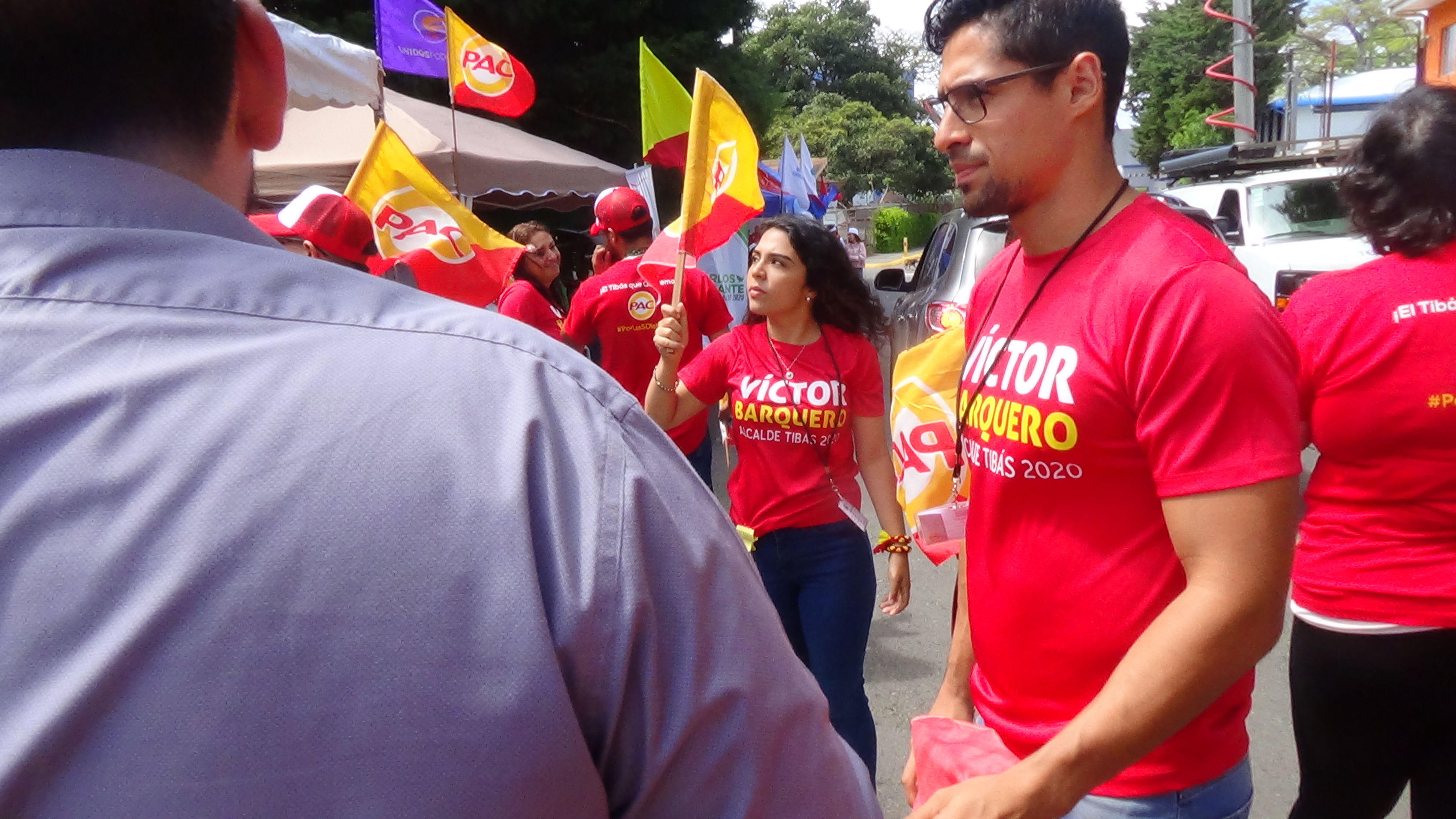
Simpatizantes del Partido Acción Ciudadana
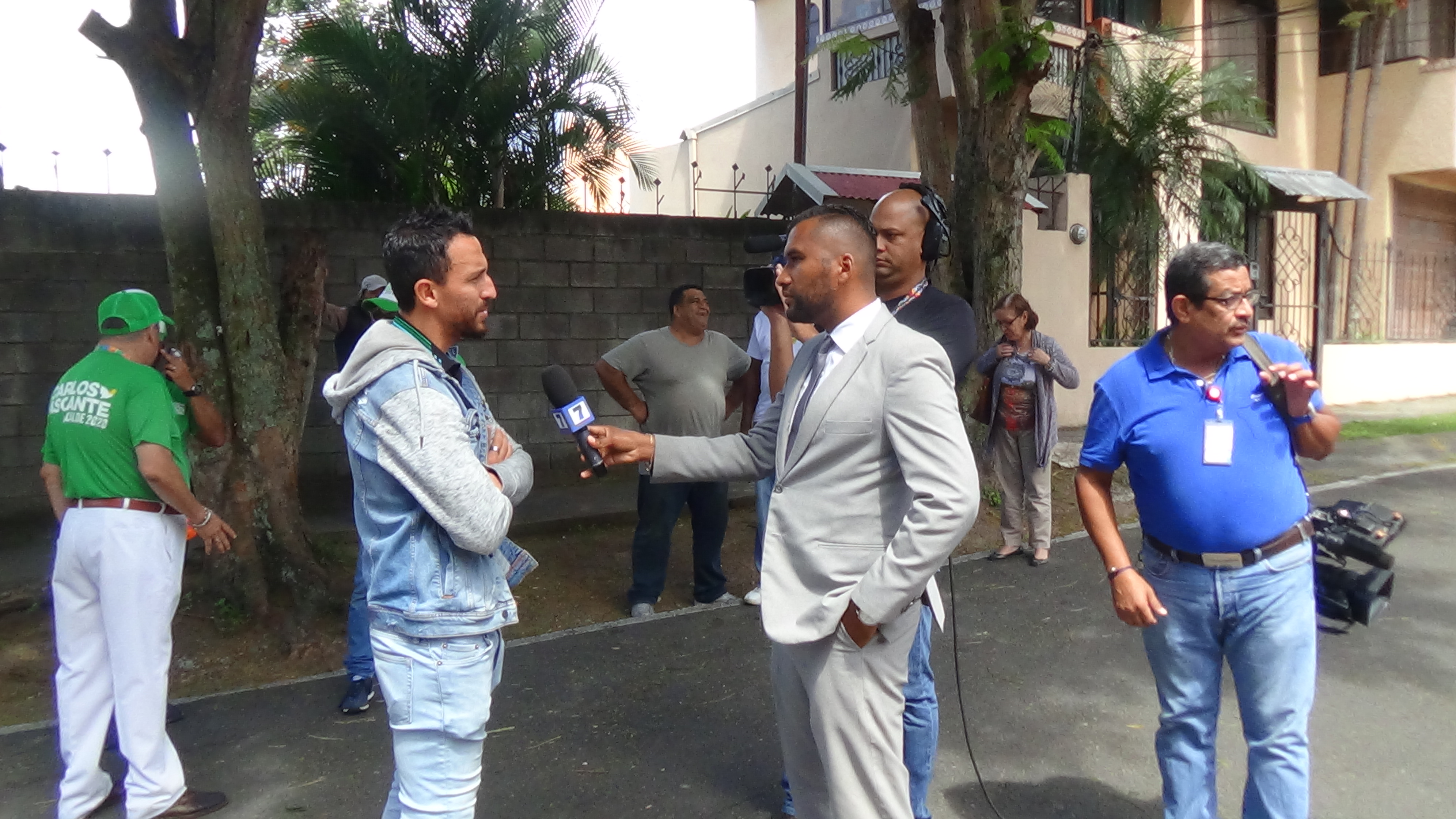
Reportero de Teletica entrevistando votante